# Крако-Сант'Анђело (Матера)
Крако-Сант'Анђело (итал. Craco-Sant'Angelo) је насеље у Италији у округу Матера, региону Базиликата.
Према процени из 2011. у насељу је живело 73 становника. Насеље се налази на надморској висини од 338 м.